# Rhaucoides marmoratus
Rhaucoides marmoratus is een hooiwagen uit de familie Cosmetidae.